# East Midlands Airport
De Luchthaven East Midlands, (Engels: East Midlands Airport) (IATA: EMA, ICAO: EGNX) is een vliegveld in het district North West Leicestershire in East Midlands, Engeland. Het vliegveld ligt tussen de steden Derby, Leicester en Nottingham. Het vliegveld handelde in 2008 5.620.673 passagiers af.
De luchthaven is onderdeel van de Manchester Airports Group en is de op een na grootste vrachtluchthaven van het Verenigd Koninkrijk. De luchthaven opereert als hub voor DHL Air UK, de Britse tak van DHL. De luchtvaartmaatschappijen Ryanair, Flybe en Jet2.com gebruiken de luchthaven als basis.

## Incidenten en ongevallen
Op 29 oktober 2010 werd op een vrachtvliegtuig van UPS afkomstig uit Jemen een bompakket aangetroffen. De bompakketten waren bestemd voor synagogen in Chicago. Als reactie hierop werden veiligheidsdiensten overal ter wereld in de hoogste staat van paraatheid gebracht.